# 山中現
山中 現（やまなか げん、1954年 - ）は、日本の版画家、画家。福島県喜多方市生まれ。
東京芸術大学で油絵を学び、同大学院で木版画を専攻。1984年に西武美術館版画大賞展で受賞し、以後個展を中心に発表を続ける。

## 略歴
- 1954年 福島県喜多方市生まれ
- 1978年 東京芸術大学美術学部油画科卒業
- 1980年 東京芸術大学大学院 美術研究科版画専攻 修了
- 1981年 東京芸術大学版画研究室助手となる（ - 1984）
- 1980年 日本国際美術展（東京都美術館、京都市美術館）
- 1983年 版画「期待の新人作家」大賞展（りゅう画廊・池袋）（1984年も。この回では会長賞受賞）
- 1984年 西武美術館版画大賞展（西武百貨店池袋店）・日版商買上賞受賞、クシロン国際木版画トリエンナーレ（スイス他を巡回、 - 1986）
- 1985年 和歌山版画ビエンナーレ（和歌山県立近代美術館、ウォーカーヒル・アート・センター・ソウル）
- 1986年 ブラッドフォード国際版画ビエンナーレ（イギリス）推選出品
- 1987年 現代の版画1987[1]（渋谷区立松濤美術館）、現代東北美術の状況展・II[2]（福島県立美術館）
- 1989年 アジア美術展・版画ワークショップ（福岡市美術館）
- 1991年 リュブリアナ国際版画ビエンナーレ（ユーゴスラビア）招待出品
- 1992年 「木版画ー明治末から現代ー」（練馬区立美術館）
- 1994年 国際コンテンポラリーアートフェア（パシフィコ横浜）
- 1995年 「現代の木版画」（石巻文化センター）
- 1996年 「福島の新世代'96」[3]（福島県立美術館）
- 1998年 "Space"　現代日本版画展（ティコティン日本美術館、イスラエル）
- 1999年 ぶどうの国国際版画ビエンナーレ（山梨県立美術館）
- 2001年 現代日本版画展（スコットランド　エジンバラ）山中現 木版画展（喜多方市美術館）
- 2004年 日本の木版画100展（名古屋市美術館）
- 2007年 天体と宇宙の美学[4]（滋賀県立近代美術館）
- 2010年 山中現 －夢の領域－[5]（福島県立美術館、個展）
- 2021年 「この道はいつか来た道」展 - 渡邊加奈子との合同版画展　高畠華宵大正ロマン館

## 収蔵
- 東京芸術大学大学美術館[6]
- 福島県立美術館
- 喜多方市美術館
- 大英博物館
- ドレスデン版画素描館
- クリーブランド美術館[7]　他